# Convento di San Francesco (Sambuci)
L'ex convento francescano è sito presso Sambuci in provincia di Roma.

## Storia
Fu edificato nel Seicento per volontà degli Astalli.
Inizialmente vi si insediarono i frati agostiniani, indi i francescani, che verosimilmente furono i commendatari per gli affreschi del chiostro.
Successivamente, e fino agli anni settanta fu abitato dalle Suore del Preziosissimo Sangue.
Attualmente è dismesso dalle funzioni religiose,ma è diventato un centro per gli anziani

## Struttura
È in stile barocco-romanico.
La facciata è in muratura.
Il portale è incorniciato in pietra e, con, sopra, una lunetta.
Anche nel frontone sopra la facciata è inscritta una lunetta (più grande di quella del portone d'accesso).
Una finestra fra il portone e il frontone fa intendere, a chi osserva il convento dalla strada, che la struttura è a 2 piani (difatti il monastero è proprio a 2 piani).
Il pavimento è in cotto originario.
L'interno è di forma rettangolare.
Il chiostro risulta essere la base su cui si erge la costruzione, tuttavia il chiostro è una struttura molto semplice con arcate poggianti su pilastri con fontana centrale ed affreschi sulla vita francescana sulle pareti.
Il giardino attuale corrisponde all'originario orto dei frati (il giardino è al lato sud del chiostro).
Le celle dei frati erano sul piano superiore, le quali erano collegate ai locali inferiori tramite una scala.
Presso la stessa scala, però al piano inferiore era la chiesa. Il resto del piano inferiore era occupato dal refettorio.